# NGC 674
NGC 674 is een balkspiraalstelsel in het sterrenbeeld Ram. Het hemelobject werd op 15 september 1784 ontdekt door de Duits-Britse astronoom William Herschel.

## 1 Arietis (Σ 174)
Het stelsel NGC 674 / 697 bevindt zich, vanaf de aarde gezien, schijnbaar net ten oosten van de dubbelster 1 Arietis (Struve 174). Amateurastronomen kunnen 1 Arietis aanwenden als gidsobject om het stelsel NGC 674 / 697 op te sporen. 1 Arietis (Σ 174) is in T.W.Webb's Celestial Objects for Common Telescopes beschreven als een opvallend contrastrijk gekleurde dubbelster.

## Synoniemen
- NGC 697
- PGC 6848
- UGC 1317
- MCG 4-5-22
- ZWG 482.27
- IRAS01485+2206